# Atesta besti
Atesta besti är en skalbaggsart som beskrevs av Oke 1928. Atesta besti ingår i släktet Atesta och familjen långhorningar. Inga underarter finns listade.